# Літинська селищна територіальна громада
Літинська селищна громада — територіальна громада в Україні, у Вінницькому районі Вінницької області. Адміністративний центр — смт Літин.
Утворена 12 жовтня 2018 року шляхом об'єднання Літинської селищної ради та Селищенської сільської ради Літинського району.
12 червня 2020 року до громади приєднано Багриновецьку, Бірківську, Бруслинівську, Горбовецьку, Громадську, Дяковецьку, Івчанську, Кулизьку, Літинецьку, Малинівську, Осолинську, Соснівську сільські ради Літинського району.

## Населені пункти
До складу громади входять 1 смт (Літин) і 35 сіл: Антонівка, Багринівці, Балин, Білозірка, Бірків, Бруслинів, Вербівка, Вишеньки, Вінниківці, Гавришівка, Гончарівка, Горбівці, Городище, Громадське, Дяківці, Залужне, Івча, Кам'янка, Кільянівка, Кулига, Кусиківці, Літинка, Літинські Хутори, Малинівка, Миколаївка, Новоселиця, Осолинка, Петрик, Садове, Селище, Соколівка, Сосни, Трибухи, Українка, Яблунівка.

## Галерея

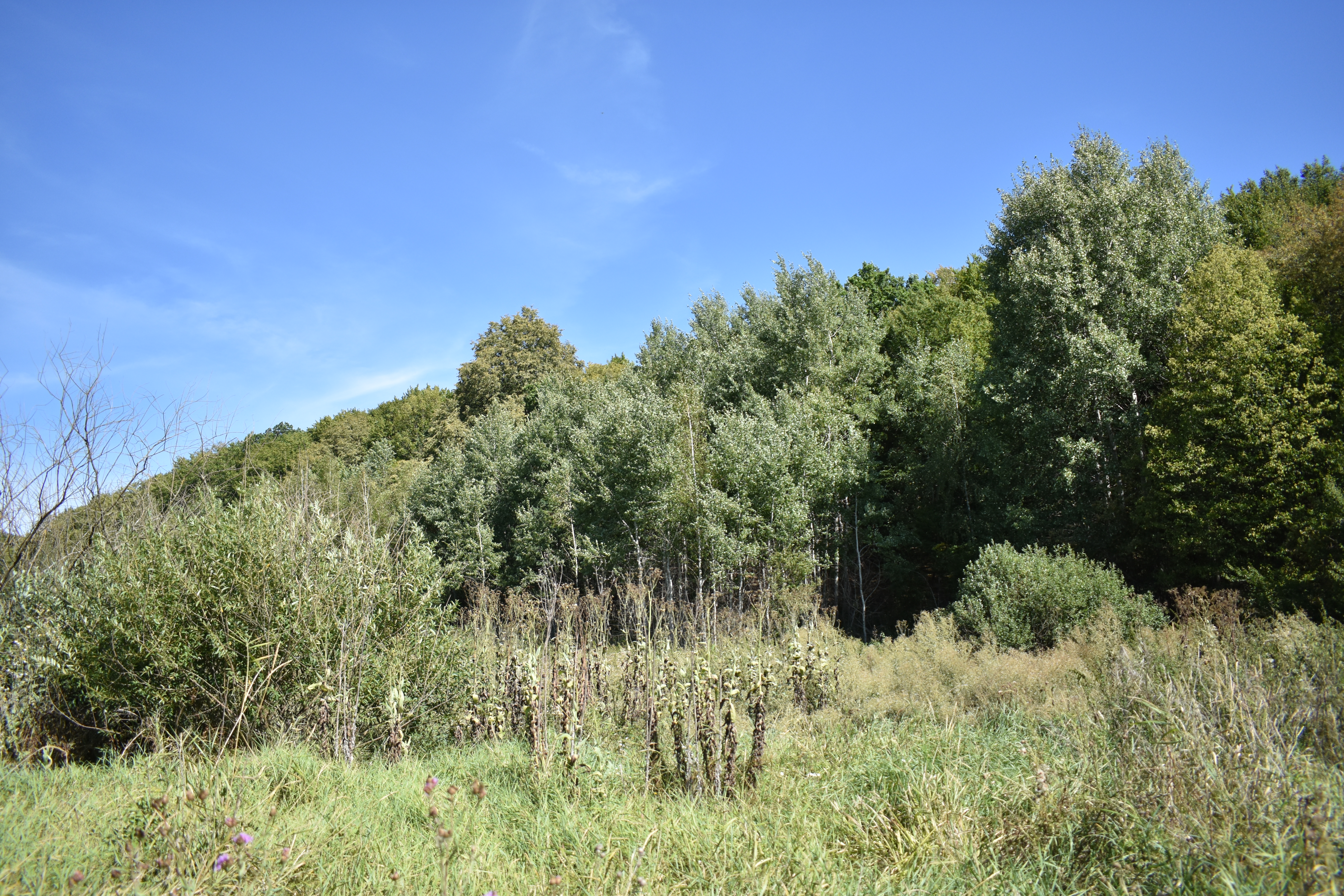
Горбовецький заказник
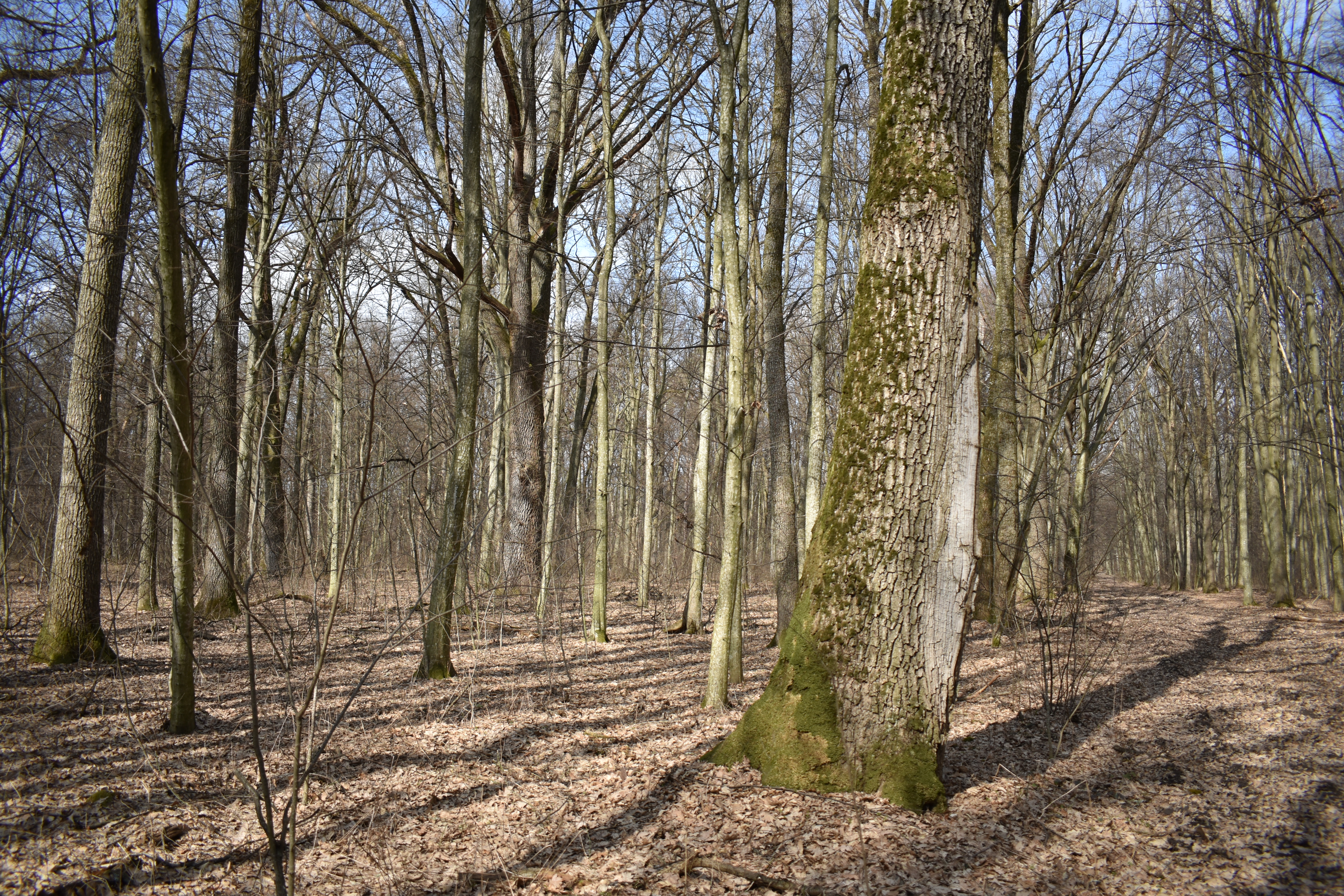
Пам'ятка природи Урочище Дубина
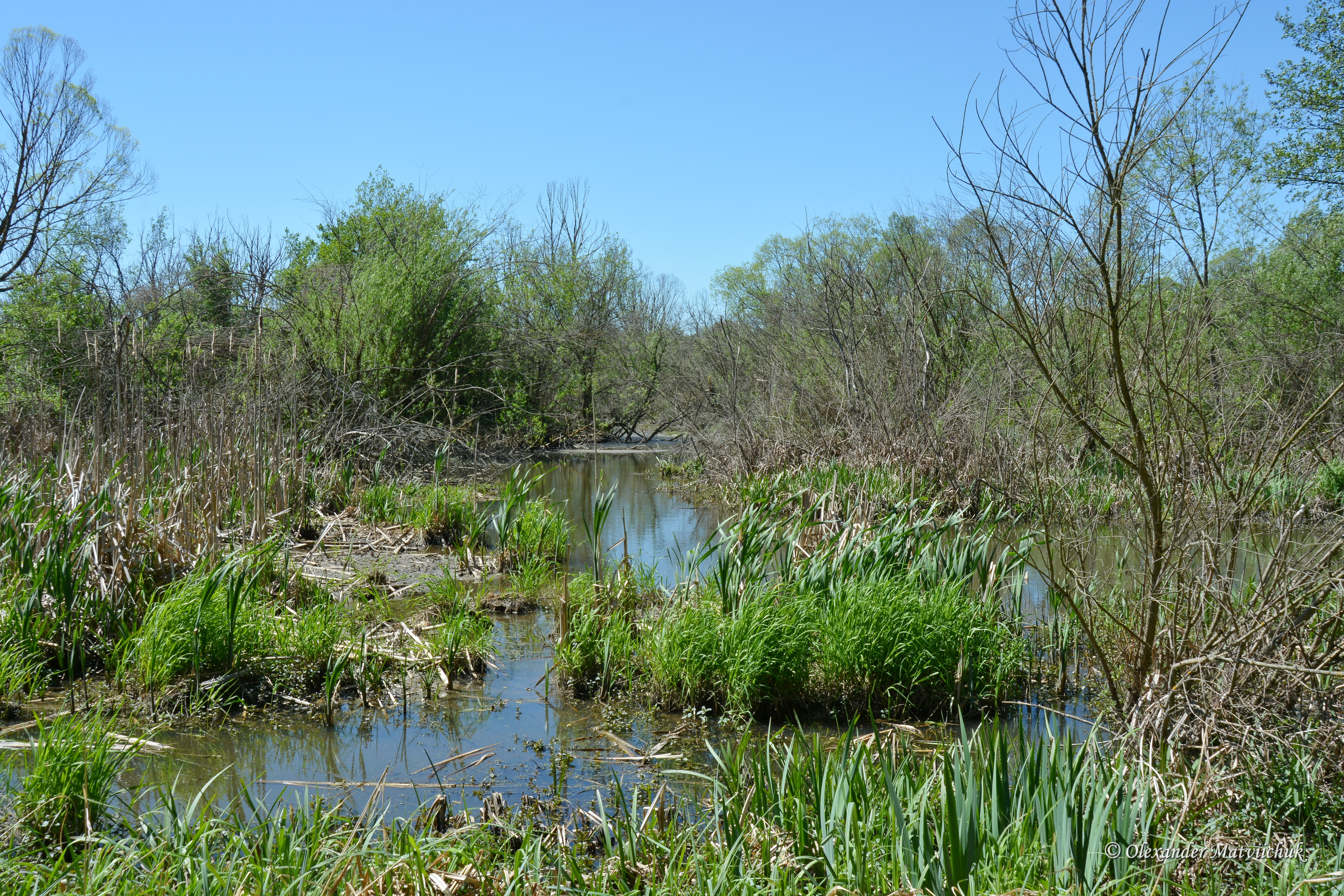
Згарський заказник